# 9083 Ramboehm
A 9083 Ramboehm (ideiglenes jelöléssel 1994 WC4) a Naprendszer kisbolygóövében található aszteroida. Carolyn Jean Spellmann Shoemaker és David Levy fedezte fel 1994. november 28-án.